# Pinetops
Pinetops is een plaats (town) in de Amerikaanse staat North Carolina, en valt bestuurlijk gezien onder Edgecombe County.

## Demografie
Bij de volkstelling in 2000 werd het aantal inwoners vastgesteld op 1419.
In 2006 is het aantal inwoners door het United States Census Bureau geschat op 1307, een daling van 112 (-7,9%).

## Geografie
Volgens het United States Census Bureau beslaat de plaats een oppervlakte van
2,6 km², geheel bestaande uit land. Pinetops ligt op ongeveer 32 m boven zeeniveau.

## Plaatsen in de nabije omgeving
De onderstaande figuur toont nabijgelegen plaatsen in een straal van 16 km rond Pinetops.